# アメリカの金貨
アメリカの金貨（アメリカのきんか）とは、アメリカ合衆国で鋳造され発行・流通した金貨である。本項では主に金銀複本位制および金本位制の下鋳造され流通した本位金貨としてのアメリカの金貨について解説する。このうち、10ドル金貨および、現在も発行されている地金型金貨についてはイーグル金貨も参照されたい。

## 概要
アメリカ合衆国は1776年に独立宣言し、1792年に貨幣法(Coinage Act of 1792)が制定され、この法に基づきフィラデルフィアの造幣局で翌年から銅貨、1794年から1/2ドル銀貨および1ドル銀貨、1795年から5ドル金貨および10ドル金貨などが鋳造された。それらには白頭鷲が刻まれ、国権を表すものとしてアメリカの国章となった。これより10ドル金貨は「イーグル」と呼ばれるようになった。
当初は硬貨の表面のデザインとして、初代大統領であるジョージ・ワシントンの像を入れるべきか、自由の女神とするべきか議論があったが、ワシントンは自身の肖像を入れることを好まず、命を賭して革命を戦い取った「自由(Liberty)」を象徴する自由の女神のデザインを希望し、民衆もそれを支持したとするエピソードがある。以来アメリカの硬貨は表面が「自由の女神」、裏面が「白頭鷲」を基本としている。さらに、表面には合衆国の州を示す星印が刻まれていた。
アメリカの通貨の金種の基本単位は、セント(Cent)、ダイム(Dime)、ドル(Dollar)、イーグル(Eagle)があり、このうちイーグルは金貨の金種の単位であり、1933年以前は流通用硬貨として最大の単位であった。ドルとダイムは銀貨の単位、セントは銅貨の単位であった。ただしイーグルは通貨単位として表示されているわけではなく、例えばダブルイーグル(Double Eagl)は2イーグル(TWO EAGLES)ではなく20ドル(TWENTY DOLLARS)等と表示され、1/2イーグル(Half Eagle)は5ドル(FIVE D.)等と貨面に表示されている。これらの金貨は1933年に流通が停止するまで本位貨幣として使われ、その後流通はなくなったが貨幣として廃貨となったわけではなく、1965年の貨幣法(Coinage Act of 1965)第102条において現在でも全てのアメリカの硬貨は無制限の法貨とされている。

## 歴史的経緯

### 1792年の貨幣法
1792年4月2日にアメリカの貨幣について規定した貨幣法(Coinage Act of 1792)が合衆国議会を通過した。ここではアメリカ合衆国ドルが規定され、広く使われているスペインドルと等価に設定された。独立前、入植地の法貨はイギリスのポンドであったが、イギリスは入植地に送るポンドを制限し、入植民もポンドを嫌いスペインドルを好んで使用し多く流通していた。
この法律の9条で規定されたイーグル（10ドル金貨）は270グレーン(17.4957g)の量目で品位22カラット、247.5グレーン(16.0377g)の金を含有し、以下1/2イーグル（5ドル金貨）および1/4イーグル（2.5ドル金貨）も量目・品位共に額面に比例となった。金貨に合金されている残り2/24は銅および銀とされ、この合金成分のうち銀は半分以下、すなわち全体の1/24以下と規定された。1ドル銀貨は416グレーン(26.9563g)の量目で371.25グレーン(24.0566g)の銀を含有し、両方が本位貨幣とされた金銀複本位制であり、金銀比価は1:15と設定された。この法律の14条では金や銀の地金を造幣局に持ち込めば当初は無料、後に僅かな手数料で金貨や銀貨に鋳造される自由鋳造が認められた。
製造された金貨および銀貨は政府関係者および市民によって構成されフィラデルフィアの造幣局内に設置された分析委員会(Assay Commission)で貨幣の試験分析が行われ、金および銀の含有量が公差以内に規定通りに造られているか確認された。この委員会は1980年に廃止されるまで継続した。
このタイプの金貨には表側にはロバート・スコットのデザインによるターバンヘッド(Turban Head)と呼ばれるターバンのように見える帽子を被った自由の女神像が描かれ、リバティキャップ(Liberty Cap)とも呼ばれる。裏側にはイーグル及び1/2イーグルには当初小型イーグル(Small eagle)、後に「E PLURIBUS UNUM」と刻まれたヘラルディックイーグル(Heraldic eagle)となり、1/4イーグルはヘラルディックイーグルのみであった。1807年から1/2イーグル、および1808年の1/4イーグルはジョン・ライヒによる自由の女神の胸像となり、ドレイプドバスト(Draped Bust)またはキャップドバスト(Capped Bust)と呼ばれるデザインになった。このタイプをターバンヘッドと呼ぶ場合もある。1/2イーグルは1813年から、1/4イーグルは1821年からロバート・スコットおよびジョン・ライヒによる頭部のみのデザインとなりキャップドヘッド(Capped Head)と呼ばれる。1/2イーグルおよび1/4イーグルは1829年から直径が縮小され、デザインはウィリアム・ニースが担当した。
額面は1807年から刻まれるようになり、1/2イーグルは1807年から1834年まで「5 D.」、1/4イーグルは1808年から1834年まで「2½ D.」と刻まれている。

### 1834年の量目・品位の引き下げ
1834年6月28日には前日に議会を通過した改正貨幣法(Coinage Act of 1834)がアンドリュー・ジャクソン大統領によって署名された。
銀価格の相対的な下落によって金貨が国外に流出し鋳潰されるようになったため、金銀比価を国際的な相場よりやや金高に設定した1:16.002に変更された。ここで銀貨については変更せず、イーグル（10ドル金貨）は量目を258グレーン(16.7181g)と減量し、品位も116/129(899.22/1000)と下げられ、金含有量は232グレーン(15.0333g)となった。以下1/2イーグル（5ドル金貨）および1/4イーグル（2.5ドル金貨）も量目・品位共に額面に比例であった。銀価格の下落であれば銀貨を増量して金銀比価を調整する方法も考えられるが、ここで銀貨を据え置き金貨を減量したのは、多額のスペインドルの流通により民衆が銀貨の使用に慣熟していたからであるとされ、事実上銀が標準であった。
このタイプの金貨はイーグルは製造されず、1/2イーグルおよび1/4イーグルが製造され、表面はウィリアム・ニースのデザインによるクラシックヘッド(Classic Head)と呼ばれる「LIBERTY」と刻まれた冠を被った自由の女神が刻まれている。
額面はすべて裏面に刻まれ、1/2イーグルは1834年から1838年まで「5 D.」、1/4イーグルは1834年から1839年まで「2½ D.」と刻まれている。

### 1837年の品位変更
1837年1月18日に署名された貨幣法(Coinage Act of 1837)では、金貨の品位を従来の116/129からわずかに引き上げ900/1000とされた。残り100/1000の合金成分は銅および銀とされ、銀はこのうち半分以下と規定されたが、1838年から製造されたイーグル、1839年からの1/2イーグル、および1840年から1/4イーグル金貨では銀の含有率は0%になり金に対する合金成分は銅のみとなった。この結果、イーグル（10ドル金貨）は量目はそのまま、金含有量は232.2グレーン(15.0463g)となった。以下1/2イーグル（5ドル金貨）および1/4イーグル（2.5ドル金貨）も量目・品位共に額面に比例、金銀比価は1:15.988、金1トロイオンスが20.67ドルとなった。ただし、このタイプのイーグルは1838年から、1/2イーグルは1839年から、1/4イーグルは1840年からの製造となっている。
このタイプの金貨は表面はクリスチャン・ゴブレクトによるリバティヘッド(Liberty Head)またはコロネットヘッド(Coronet Head)と呼ばれる「LIBERTY」と刻まれた冠を被った自由の女神の頭部が刻まれたデザインである。
額面は、イーグルは1838年から1907年まですべて「TEN D.」、1/2イーグルは1839年から1907年まで「FIVE D.」、1/4イーグルは1840年から1907年まで「2½ D.」と刻まれている。
1837年にはシャロット、1838年にはダロネガとニューオリンズに造幣局の支局が開設され、それぞれの局で1838年から1861年まで金貨が鋳造され、ここで製造された金貨にはシャロット「C」、ダロネガ「D」、ニューオリンズ「O」のミントマークが刻まれている。ニューオリンズでは1879年に金貨の鋳造が再開され1909年まで金貨製造が続いた。1906年からデンバーで金貨鋳造が始まり、これ以降に見られるミントマーク「D」はデンバーを示している。

### 1849年の金種追加

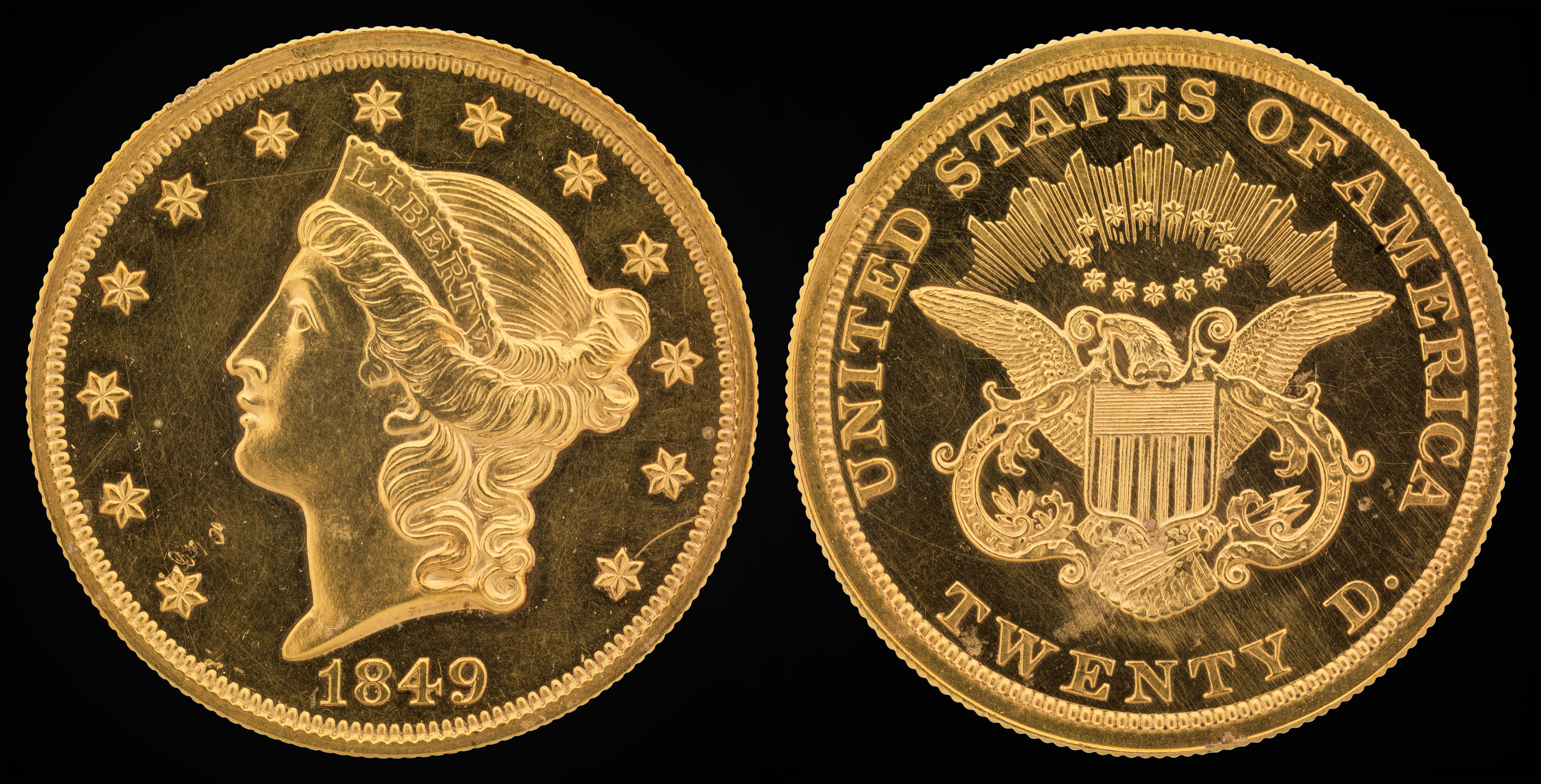
1849年銘のダブルイーグル金貨。スミソニアン博物館蔵。

1848年にカリフォルニア州において金鉱が発見され、翌1849年頃から増産によるゴールドラッシュが始まり、加えてオーストラリアなどの金鉱の発見から金の産出が大幅に増加した。1849年3月3日に金貨の金種を追加する貨幣法(Coinage Act of 1849)が制定された。
ダブルイーグル（20ドル金貨）は量目516グレーン(33.4362g)、品位は900/1000、金含有量は464.4グレーン(30.0926g)と、イーグルの2倍であった。1ドル金貨も同様に量目・金含有量共に額面に比例していた。これらの金貨もリバティヘッド(Liberty Head)またはコロネットヘッド(Coronet Head)と呼ばれる自由の女神の頭部が刻まれたジェイムズ・ロングエーカーによるデザインである。
1849年のダブルイーグルは2枚のプルーフ貨幣のみが製造され、このうち1枚がスミソニアン博物館に保管され、もう1枚は発行され現在所在は不明である。一般流通用のダブルイーグルは翌1850年から製造された。1854年から3ドル金貨も製造され、これはジェイムズ・ロングエーカーによるインディアンプリンセスヘッド(Indian Princess Head)と呼ばれるデザインであり、1ドル金貨も同年から同じデザインに変更され、1ドルおよび3ドル金貨共に1889年まで製造された。
額面は、ダブルイーグルは1849年から1877年まで「TWENTY D.」、1877年から1907年までは「TWENTY DOLLARS」と変更され、3ドル金貨は「3 DOLLARS」、1ドル金貨は「1 DOLLAR」と刻まれている。1854年にはカリフォルニア州のサンフランシスコに造幣局の支局が開設されて金貨の鋳造が始まり1931年まで同局で金貨の鋳造が続き、ここで製造された金貨には「S」のミントマークが刻まれている。
1866年からダブルイーグル、イーグル、および1/2イーグル金貨には「IN GOD WE TRUST」のモットーが刻まれるようになった。

### 金銀複本位制の破棄
世界的なゴールドラッシュによる金増産による金価格の下落から相対的に銀高となり、少額貨幣であった銀貨の国外流出、鋳潰しの懸念が生じたため、1853年2月21日にミラード・フィルモア大統領によって署名された貨幣法(Coinage Act of 1853)では、1/2ドル銀貨、1/4ドル銀貨、および1ダイム銀貨の量目が約7%削減され、1/2ドル銀貨は従来206.25グレーン(13.3648g)と1ドル銀貨の半分で額面比例だったものが192グレーン(12.4414g)となり、1/4ドル銀貨および1ダイム銀貨も同様に削減された。このとき銀貨は最大5ドルまで法定通貨としての通用制限額が規定された。これは事実上の金銀複本位制からの離脱であり、1/2ドル銀貨以下は実質的に補助銀貨となった。
1859年以降のネバダ州の銀の大幅な増産により今度は世界的な銀価格の下落となり、ユリシーズ・グラント大統領により1873年2月7日に署名された貨幣法(Coinage Act of 1873)では、銀貨は補助貨幣(subsidiary silver coins)となり、金銀複本位制が破棄され金本位制となった。1900年には基準を明記した金本位制を規定する法律が議会を通過した。
しかし、これらの法的な変革の中で量目・様式が変更されたのは補助銀貨であり、金貨については平価が変更されたわけではなく、様式の変更もなかった。一方、1870年頃イーグルのメトリックウェイトを258グレーンから16 2/3g（257.206グレーン）に変更する法案が下院で審議中であったが実現に至らず、1871年に日本で制定された新貨条例による金貨によってこのメトリックウェイトが実現された。

### 1907年のデザイン変更
セオドア・ルーズベルト大統領は硬貨のデザインの一新を企画し、著名な彫刻家であるオーガスタス・セント＝ゴーデンスにデザインを依頼した。1907年にはすべての金貨のデザインが大幅に変更される事になったが、量目・品位共、従来と変更はなかった。表面のデザインはダブルイーグルはセント＝ゴーデンスのデザインによる自由の女神の立像でエッジには「E PLURIBUS UNUM」、イーグルはセント＝ゴーデンスによるインディアンヘッドの帽子を被った自由の女神でエッジには星印を配している。
1/2イーグルおよび1/4イーグルはベラ・プラットによる陰刻のインディアンヘッド(Indian Head)となった。1907年のダブルイーグルにはハイレリーフの掘りの深いデザインの金貨がある。また初期のものの年銘はローマ数字で「MCMVII」(1907)と刻まれている。この金貨の自由の女神の立像のデザインは1986年から製造されている地金型金貨のイーグル金貨として復活した。1908年からダブルイーグルおよびイーグル金貨には「IN GOD WE TRUST」のモットーが刻まれるようになった。1/2イーグルおよび1/4イーグルもすべて「IN GOD WE TRUST」および「E PLURIBUS UNUM」が刻まれている。
額面はダブルイーグルは1907年から1933年まで「TWENTY-DOLLARS」、イーグルは1907年から1933年まで「TEN-DOLLARS」、1/2イーグルは1907年から1929年まで「FIVE-DOLLARS」、1/4イーグルは1907年から1929年まで「2½ DOLLARS」と省略することなく刻まれている。

### 金本位制の一時停止・金解禁
1914年の第一次世界大戦勃発でヨーロッパの交戦各国は金需要が多額に上り国外に流出したためいち早く金兌換を停止し自国の正貨を本国に擁護して公債および兌換券の増発に基づく経済界・金融界の動揺の防止に努めたが、戦場とならなかったアメリカでは経済は活況を呈していた。だが、各国の金輸出禁止の措置に追随しなければ自国の金の流出の可能性が生じるため、アメリカも大戦に参加した半年後の1917年9月10日に金の輸出を禁止し自国の正貨の擁護に努めた。アメリカの金輸出禁止の情報を受けて同月に日本も金輸出を許可制、事実上の金輸出禁止措置を講じた。
やがて金が流入するようになり1919年7月には金解禁をいち早く成し遂げ金本位制が復活した。

### 1933年の金貨製造停止

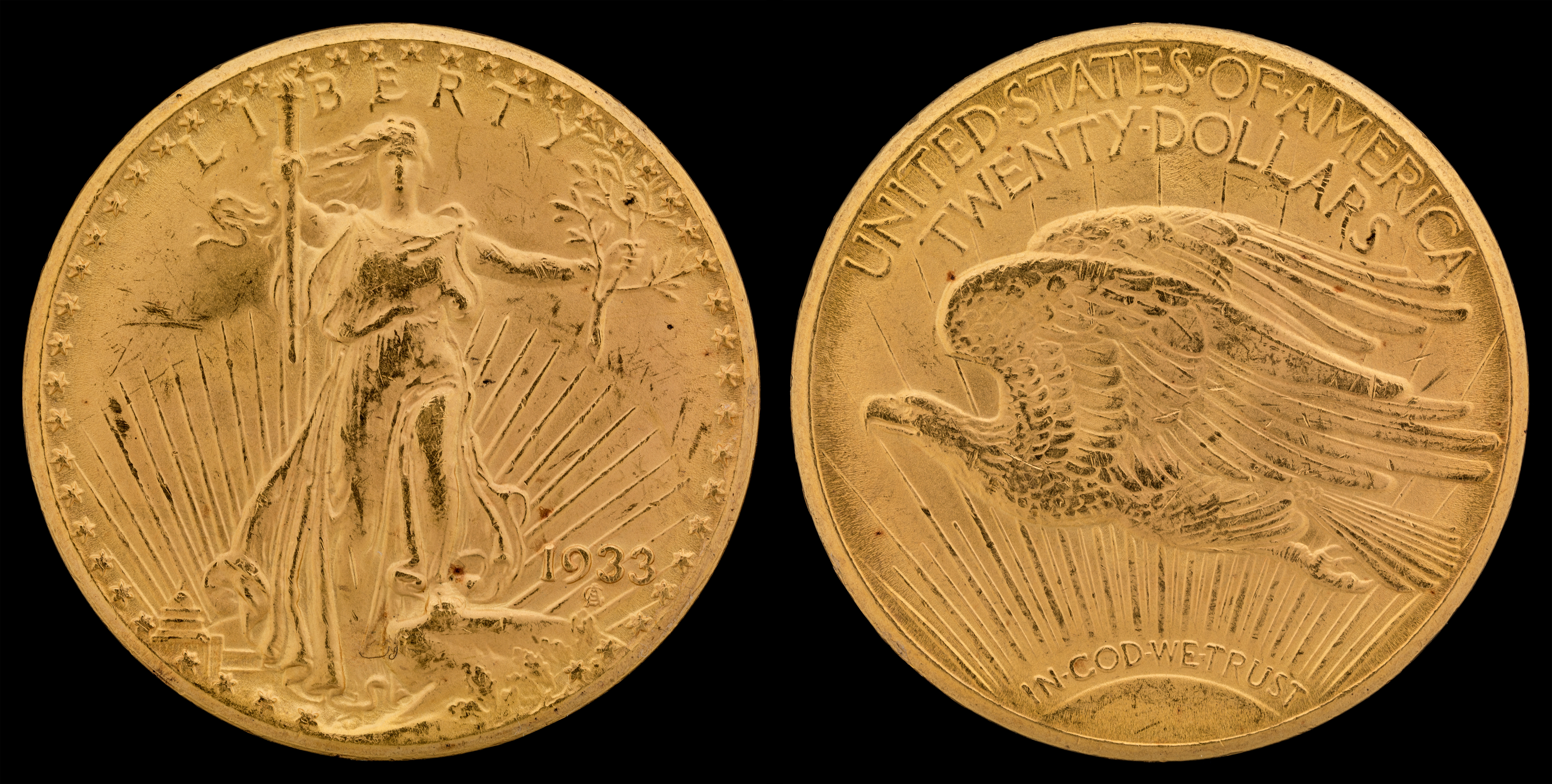
1933年銘のダブルイーグル金貨。スミソニアン博物館蔵。

1933年に勃発した金融恐慌を期に、1933年4月5日、フランクリン・ルーズベルト大統領は大統領令6102号を発令してアメリカ市民に対し保有する金を平価（1トロイオンス20.67ドル）で強制的に搬出させ、アメリカ市民の金貨及び金地金の保有を禁止し、金本位制・金貨の製造も停止された。市民の金保有禁止は解禁される1964年まで続いた。これは当時金本位制の下紙幣が金保有高に制限されてしまうためインフレ政策が取れなかったための措置であった。翌年からテネシー川流域の公共事業を中心とした経済政策としてのニューディール政策が行われた。ただし、収集用金貨あるいは希少金貨は対象外とされ守られた。このため最終年号である1933年銘の金貨は流通することなく、445,500枚製造されたダブルイーグルは公式にはスミソニアン博物館などに残された2枚のみを除き全て鋳潰されたことになっていたが、1933年銘の20ドル金貨が2002年7月30日のオークションに出品されて7,590,020ドルで落札され、アメリカ政府はこれは盗難品であるとし金貨の所有権をめぐって提訴する事件に至った。1933年銘のイーグルも製造された312,500のうち殆んどが鋳潰された。
翌、1934年には政府による金買い上げ価格が1トロイオンス当たり35ドルと約41%も平価引き下げとなり、貿易の決済においてこの価格で外国通貨当局に対して金を引き渡す措置を取るようになった。一方、アメリカの一般市民はこのレートであってもドルと金の交換はできなかった。この結果、金平価と金貨の金含有量が大幅に乖離することとなり、金貨の額面および本位金貨としての意義は失われた。もはや金貨が額面で流通することはないが、貨幣として廃止になったわけではなく、現在でもこれらの金貨はアメリカの法定通貨である。第二次世界大戦終盤頃、1944年7月1日には金1オンス=35ドルとする金・ドルを基軸通貨とする国際通貨基金（IMF体制）すなわちブレトン・ウッズ協定が発足し、この協定に加盟する各国の通貨もドルにペッグされた固定相場制がとられた。

### 金本位制の停止
1958年頃からアメリカの国際収支の赤字が目立つようになり、ドルに対する不安が国際的に広まった。1971年8月15日にリチャード・ニクソン大統領はドルと金との兌換停止を発表し、いわゆるニクソン・ショックとなった。1971年12月18日にはスミソニアン博物館で開催された十ヶ国蔵相会議でドル平価の切り下げに至り、金1オンス=38ドルとされ、各国の通貨の対ドル平価引上げなど多角的通貨調整で合意されたスミソニアン協定が発効した。しかし、ドルに対する不安はやむことなく、各国はドルに対し変動相場制をとるようになり、1973年2月12日に金1オンス=42ドル22セントと再び平価の引き下げに至った。1976年1月にジャマイカのキングストンで開催された国際通貨基金暫定委員会では、金・ドルは将来にわたって価値基準とせず金の公定価格や各国通貨当局による金の売買の制限規定を削除するなどの合意に至り、各国は変動相場制を中心としたキングストン体制となり、価値基準としての金・ドルは放棄され金本位制は幕を閉じた。

## 試鋳貨幣ステラ
1879年から1880年にかけて試鋳貨幣としてステラ（4ドル金貨）が少量製造され、これはラテン通貨同盟への直結を意識しフランスのナポレオン金貨20フランに相当するものとされたが、この構想は却下された。量目は7.0g、品位は6/7(857.1/1000)で6.0gの金、0.3gの銀、0.7gの銅を含み、直径は22.0 mmであった。
表面はチャールズ・バーバーのデザインによるフローイングヘア(Flowing Hair)、およびジョージ・モルガンによるコイルドヘア(Coiled Hair)の自由の女神と2種類が存在し、2種類とも周囲には金属の含有量を示す「★6★G★.3★S★.7★C★7★G★R★A★M★S★」の文字が刻まれている。裏面に額面「FOUR DOL.」、「ONE STELLA・400 CENTS」を刻む星印、および「E PLURIBUS UNUM」、「DEO EST GLORIA」の文字が刻まれている。
1879年銘のフローイングヘアが最も多く415枚製造され、コイルドヘアは10枚、1880年銘はフローイングヘア15枚、コイルドヘアは10枚にとどまっている。
また、同様の試鋳貨幣として1879年銘のダブルイーグルも製造され、量目は35.0g、品位は6/7(857.1/1000)で30.0gの金、1.5gの銀、3.5gの銅を含み、表面はリバティヘッド(Liberty Head)で周囲に「★30★G★1.5★S★3.5★C★35★G★R★A★M★S★」、裏面は通常のものとほぼ同じで「IN GOD WE TRUST」の代わりに同義の「DEO EST GLORIA」、および「TWENTY DOLLARS」の文字が刻まれている。

## カリフォルニア地方金貨

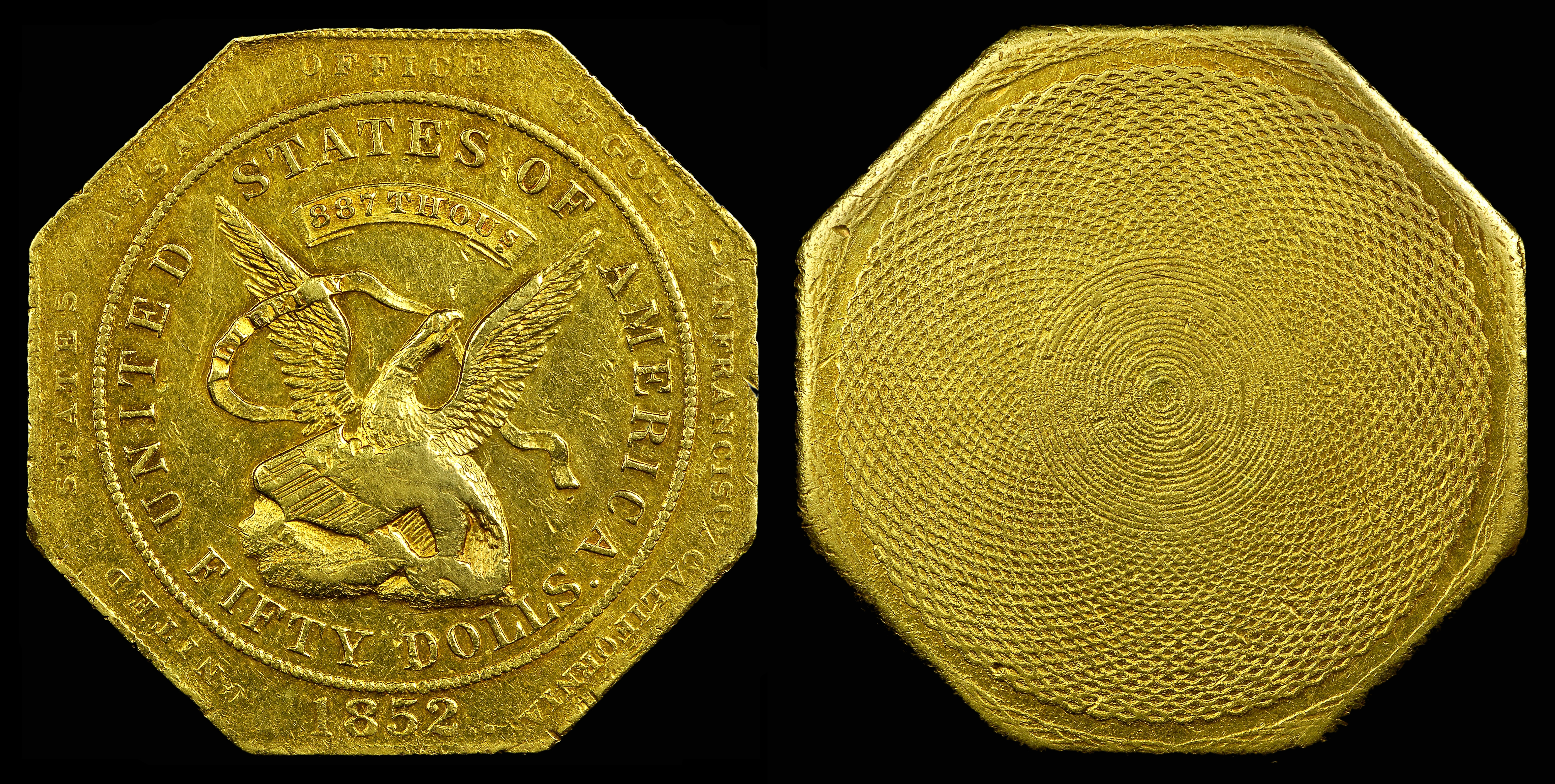
United States Assay Office of Goldの1852年銘50ドル金貨。

ゴールドラッシュ以降、カリフォルニア州を中心に鉱山会社などによる私鋳金貨が幾種類か鋳造された。カリフォルニア州では1853年から1881年まで1/4ドル金貨および1/2ドル金貨、1853年から1876年まで1ドル金貨が鋳造され、それぞれ八角形のものと円形のものがあった。1849年頃から1855年頃にかけて幾つかの企業が5ドル、10ドルおよび20ドル金貨を鋳造し、中でもAugustus Hunbert United States Assayerは1851年に八角形の50ドル金貨を鋳造し、Kellogg & Companyは1855年に円形の50ドル金貨を鋳造している。United States Assay Office of Goldは1852年に八角形の50ドル金貨、1855年に円形の50ドル金貨を鋳造した。これらも自由の女神と白頭鷲がデザインされたものが多い。他にコロラド州、ジョージア州、ノースカロライナ州、オレゴン州、およびユタ州でも私鋳金貨が鋳造されていた。
これらの金貨は法定通貨としては認められず法的には金塊としての扱いであったが、金平価として額面分の金を含み、当時貨幣が不足していたカリフォルニアや他の西部地域を中心に流通した。

## アメリカの金貨一覧
以下は金貨の年代別およびタイプ別一覧である。
| 量目                                                                       |                                                                            | 270グレーン 17.4957g                                                       | 135グレーン 8.7479g                                                        | 67.5グレーン 4.3739g                                                       |                                |                                               |
| 純金量                                                                     |                                                                            | 247.5グレーン 16.0377g                                                     | 123.75グレーン 8.0189g                                                     | 61.875グレーン 4.0094g                                                     |                                |                                               |
| 直径                                                                       |                                                                            | 33 mm                                                                      | 25 mm 1829年・23.8 mm                                                      | 20 mm 1821年・18.5 m 1829年・18.2 mm                                       |                                |                                               |
| 1795年                                                                     |                                                                            | 1795-1797年 ターバンヘッド 小型イーグル                                    | 1795-1798年 ターバンヘッド 小型イーグル                                    |                                                                            |                                |                                               |
| 1795年                                                                     | 1797-1804年 ターバンヘッド ヘラルディックイーグル                          | 1795-1807年 ターバンヘッド ヘラルディックイーグル                          | 1796年 ターバンヘッド スター無                                             |                                                                            |                                |                                               |
| 1796年                                                                     | 1797-1804年 ターバンヘッド ヘラルディックイーグル                          | 1795-1807年 ターバンヘッド ヘラルディックイーグル                          | 1796-1807年 ターバンヘッド スター有                                        |                                                                            |                                |                                               |
| 1807年                                                                     |                                                                            | 1807-1812年 キャップドバスト                                               | 1808年 キャップドバスト                                                    |                                                                            |                                |                                               |
| 1813年                                                                     | 1813-1829年 キャップドヘッド                                               | 1821-1827年 キャップドヘッド                                               |                                                                            |                                                                            |                                |                                               |
| 1829年                                                                     | 1829-1834年 キャップドヘッド 縮小                                          | 1829-1834年 キャップドヘッド 縮小                                          |                                                                            |                                                                            |                                |                                               |
| Coinage Act of 1834, 量目・品位改正, 品位116/129.                          |                                                                            |                                                                            |                                                                            |                                                                            |                                |                                               |
| 量目                                                                       |                                                                            | 258グレーン 16.7181g                                                       | 129グレーン 8.3591g                                                        | 64.5グレーン 4.1795g                                                       |                                |                                               |
| 純金量                                                                     |                                                                            | 232グレーン 15.0333g                                                       | 116グレーン 7.5167g                                                        | 58グレーン 3.7583g                                                         |                                |                                               |
| 直径                                                                       |                                                                            |                                                                            | 22.5 mm                                                                    | 18 mm                                                                      |                                |                                               |
| 1834年                                                                     |                                                                            |                                                                            | 1834-1838年 クラシックヘッド                                               | 1834-1839年 クラシックヘッド                                               |                                |                                               |
| 名称                                                                       | Double Eagles 20ドル金貨                                                   | Eagles 10ドル金貨                                                          | Half Eagles 5ドル金貨                                                      | Quarter Eagles 2.5ドル金貨                                                 | Three Dollars 3ドル金貨        | Gold Dollars 1ドル金貨                        |
| Coinage Act of 1837, 品位改正, 品位900/1000, リバティヘッド（コロネット）. | Coinage Act of 1837, 品位改正, 品位900/1000, リバティヘッド（コロネット）. | Coinage Act of 1837, 品位改正, 品位900/1000, リバティヘッド（コロネット）. | Coinage Act of 1837, 品位改正, 品位900/1000, リバティヘッド（コロネット）. | Coinage Act of 1837, 品位改正, 品位900/1000, リバティヘッド（コロネット）. | 品位900/1000, 金種追加.        | 品位900/1000, 金種追加.                       |
| 量目                                                                       | 516グレーン 33.4362g                                                       | 258グレーン 16.7181g                                                       | 129グレーン 8.3591g                                                        | 64.5グレーン 4.1795g                                                       | 77.4グレーン 5.0154g           | 25.8グレーン 1.6718g                          |
| 純金量                                                                     | 464.4グレーン 30.0926g                                                     | 232.2グレーン 15.0463g                                                     | 116.1グレーン 7.5232g                                                      | 58.05グレーン 3.7616g                                                      | 69.66グレーン 4.5139g          | 23.22グレーン 1.5046g                         |
| 直径                                                                       | 34.1 mm                                                                    | 26.8 mm                                                                    | 1839年・22.5 mm 1840年・21.6 mm                                            | 18 mm                                                                      | 20.5 mm                        | 1849年・12.7 mm 1854年・14.3 mm               |
| 1838年                                                                     |                                                                            | 1838-1839年 モットー無 旧スタイル                                          |                                                                            |                                                                            |                                |                                               |
| 1839年                                                                     | 1839-1866年 モットー無 新スタイル                                          | 1839-1866年 リバティヘッド モットー無                                      | 1840-1907年 リバティヘッド                                                 |                                                                            |                                |                                               |
| 1849年                                                                     | 1839-1866年 モットー無 新スタイル                                          | 1839-1866年 リバティヘッド モットー無                                      | 1840-1907年 リバティヘッド                                                 | 1849-1866年 モットー無 TWENTY D.                                           | 1849-1854 リバティヘッド       |                                               |
| 1854年                                                                     | 1839-1866年 モットー無 新スタイル                                          | 1839-1866年 リバティヘッド モットー無                                      | 1840-1907年 リバティヘッド                                                 | 1849-1866年 モットー無 TWENTY D.                                           | 1854-1889年 インディアンヘッド | 1854-1856年 インディアンヘッド スモールヘッド |
| 1856年                                                                     | 1839-1866年 モットー無 新スタイル                                          | 1839-1866年 リバティヘッド モットー無                                      | 1840-1907年 リバティヘッド                                                 | 1849-1866年 モットー無 TWENTY D.                                           | 1854-1889年 インディアンヘッド | 1856-1889年 インディアンヘッド ラージヘッド   |
| 1866年                                                                     | 1866-1876年 モットー有 TWENTY D.                                           | 1866-1907年 モットー有 新スタイル                                          | 1840-1907年 リバティヘッド                                                 | 1866-1908年 リバティヘッド モットー有                                      | 1854-1889年 インディアンヘッド | 1856-1889年 インディアンヘッド ラージヘッド   |
| 1877年                                                                     | 1877-1907年 モットー有 TWENTY DOLLARS                                      | 1866-1907年 モットー有 新スタイル                                          | 1840-1907年 リバティヘッド                                                 | 1866-1908年 リバティヘッド モットー有                                      | 1854-1889年 インディアンヘッド | 1856-1889年 インディアンヘッド ラージヘッド   |
| 1889年                                                                     | 1877-1907年 モットー有 TWENTY DOLLARS                                      | 1866-1907年 モットー有 新スタイル                                          | 1840-1907年 リバティヘッド                                                 | 1866-1908年 リバティヘッド モットー有                                      |                                |                                               |
| 品位900/1000, 模様改正.                                                    |                                                                            |                                                                            |                                                                            |                                                                            |                                |                                               |
| 量目                                                                       | 516グレーン 33.4362g                                                       | 258グレーン 16.7181g                                                       | 129グレーン 8.3591g                                                        | 64.5グレーン 4.1795g                                                       |                                |                                               |
| 純金量                                                                     | 464.4グレーン 30.0926g                                                     | 232.2グレーン 15.0463g                                                     | 116.1グレーン 7.5232g                                                      | 58.05グレーン 3.7616g                                                      |                                |                                               |
| 直径                                                                       | 34.1 mm                                                                    | 26.92 mm                                                                   | 21.6 mm                                                                    | 18 mm                                                                      |                                |                                               |
| 1907年                                                                     | 1907年 セイント・ゴーデンス ハイレリーフ                                   |                                                                            |                                                                            |                                                                            |                                |                                               |
| 1907年                                                                     | 1907-1908年 セイント・ゴーデンス モットー無                                | 1907-1908年 インディアンヘッド モットー無                                  |                                                                            |                                                                            |                                |                                               |
| 1908年                                                                     | 1908-1933年 セイント・ゴーデンス モットー有                                | 1908-1933年 インディアンヘッド モットー有                                  | 1908-1929年 インディアンヘッド                                             | 1908-1929年 インディアンヘッド                                             |                                |                                               |
| 1908年                                                                     | 1908-1933年 セイント・ゴーデンス モットー有                                | 1908-1933年 インディアンヘッド モットー有                                  |                                                                            |                                                                            |                                |                                               |

以下はタイプ別の金貨の発行枚数である。ただし、プルーフ貨幣は除く。初期は1/2イーグルの発行が大勢を占めていたが、ゴールドラッシュ後は全体的に発行枚数が飛躍的に増大し、金本位制確立後は高額のダブルイーグルを中心にさらに増大しアメリカの金保有高の躍進を示している。各年銘および各ミント別の発行枚数は出展元を参照のこと。
| 1795年 ターバンヘッド 小型イーグル                                         |                                                                            | 13,344                                                                     | 18,512                                                                     |                                                                            |                         |                         |
| 1795年 ヘラルディックイーグル                                              | 119,248                                                                    | 316,867                                                                    | 19,460                                                                     |                                                                            |                         |                         |
| 1807年 キャップドバスト                                                    |                                                                            | 399,013                                                                    | 2,710                                                                      |                                                                            |                         |                         |
| 1813年 キャップドヘッド                                                    | 717,409                                                                    | 17,042                                                                     |                                                                            |                                                                            |                         |                         |
| 1829年 キャップドヘッド 縮小                                               | 668,203                                                                    | 25,023                                                                     |                                                                            |                                                                            |                         |                         |
| Coinage Act of 1834, 量目・品位改正, 品位116/129.                          |                                                                            |                                                                            |                                                                            |                                                                            |                         |                         |
| 1834年 クラシックヘッド                                                    |                                                                            |                                                                            | 2,113,613                                                                  | 968,228                                                                    |                         |                         |
| 名称                                                                       | Double Eagles 20ドル金貨                                                   | Eagles 10ドル金貨                                                          | Half Eagles 5ドル金貨                                                      | Quarter Eagles 2.5ドル金貨                                                 | Three Dollars 3ドル金貨 | Gold Dollars 1ドル金貨  |
| Coinage Act of 1837, 品位改正, 品位900/1000, リバティヘッド（コロネット）. | Coinage Act of 1837, 品位改正, 品位900/1000, リバティヘッド（コロネット）. | Coinage Act of 1837, 品位改正, 品位900/1000, リバティヘッド（コロネット）. | Coinage Act of 1837, 品位改正, 品位900/1000, リバティヘッド（コロネット）. | Coinage Act of 1837, 品位改正, 品位900/1000, リバティヘッド（コロネット）. | 品位900/1000, 金種追加. | 品位900/1000, 金種追加. |
| 1838年 リバティヘッド                                                      |                                                                            | 5,292,499                                                                  | 9,114,049                                                                  | 11,941,171                                                                 |                         |                         |
| 1849年 モットー無                                                          | 23,535,946                                                                 | 5,292,499                                                                  | 9,114,049                                                                  | 11,941,171                                                                 | 12,565,273              |                         |
| 1854年 インディアンヘッド                                                  | 23,535,946                                                                 | 5,292,499                                                                  | 9,114,049                                                                  | 11,941,171                                                                 | 535,333                 | 1,633,426               |
| 1856年 ラージヘッド                                                        | 23,535,946                                                                 | 5,292,499                                                                  | 9,114,049                                                                  | 11,941,171                                                                 | 535,333                 | 5,327,443               |
| 1866年 モットー有                                                          | 16,160,783                                                                 | 37,391,737                                                                 | 51,503,654                                                                 | 11,941,171                                                                 | 535,333                 | 5,327,443               |
| 1877年 TWENTY DOLLARS                                                      | 64,140,627                                                                 | 37,391,737                                                                 | 51,503,654                                                                 | 11,941,171                                                                 | 535,333                 | 5,327,443               |
| 1889年                                                                     | 64,140,627                                                                 | 37,391,737                                                                 | 51,503,654                                                                 | 11,941,171                                                                 |                         |                         |
| 品位900/1000, 模様改正.                                                    |                                                                            |                                                                            |                                                                            |                                                                            |                         |                         |
| 1907年 モットー無                                                          | 5,308,218                                                                  | 483,450                                                                    |                                                                            |                                                                            |                         |                         |
| 1908年 インディアンヘッド モットー有                                       | 64,981,428                                                                 | 14,385,139                                                                 | 14,078,066                                                                 | 7,250,261                                                                  |                         |                         |
| 1908年 インディアンヘッド モットー有                                       | 64,981,428                                                                 | 14,385,139                                                                 |                                                                            |                                                                            |                         |                         |